# Zibika
Zibika este o localitate din comuna Šmarje pri Jelšah, Slovenia, cu o populație de 180 de locuitori.